# International Geosphere-Biosphere Programme

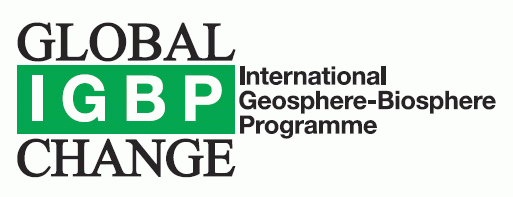
Logo des IGBP-Programms

Das International Geosphere-Biosphere Programme (IGBP) war ein international ausgerichtetes Forschungsprogramm, das den Globalen Wandel (Global Change) untersuchte.

## Überblick
Das wissenschaftliche Ziel des 1986 gegründeten IGBP war es, zusammen mit dem World Climate Research Programme (WCRP) und dem International Human Dimensions Programme on Global Environmental Change (IHDP) die interaktiven physikalischen, chemischen und biologischen Prozesse, die das System Erde regulieren, zu beschreiben und zu verstehen sowie die Zusammenhänge ihres natürlichen wie auch anthropogenen Wandels zu analysieren.
Der Internationale Wissenschaftsrat (ICSU) war – wie bei den beiden anderen Global-Change-Programmen – der Geldgeber des IGBP.
Das Programm wurde Ende 2015 beendet.

## Kernprojekte (Auswahl)
- Hydrologie: BAHC – Biological Aspects of the Hydrological Cycle[2]
- Ökologie: GCTE – Global Change and Terrestrial Ecosystems; beendet 2003, inhaltlich knüpfte das Global Land Project (GLP) an[3]
- Anthropogene Treiber: LUCC – Land-Use/Cover Change (zusammen mit IHDP)
- Meeresökosysteme: GLOBEC – Global Ocean Ecosystem Dynamics; das internationale Programm beendete seine Arbeit 2010[4]
- Ozeanischer Kohlenstoffkreislauf: JGOFS – Joint Global Ocean Flux Study; das Teilprojekt beendete seine Arbeit 2003, Nachfolger waren die Projekte IMBER und SOLAS[5]
- Chemie: IGAC – International Global Atmospheric Chemistry Project
- Küstenökosysteme: LOICZ – Land-Ocean Interactions in the Coastal Zone (zusammen mit IHDP)
- Paläo-Forschung: PAGES – Past Global Changes; vom IGBP übergegangen zum Future Earth-Projekt[6]